# 愿望

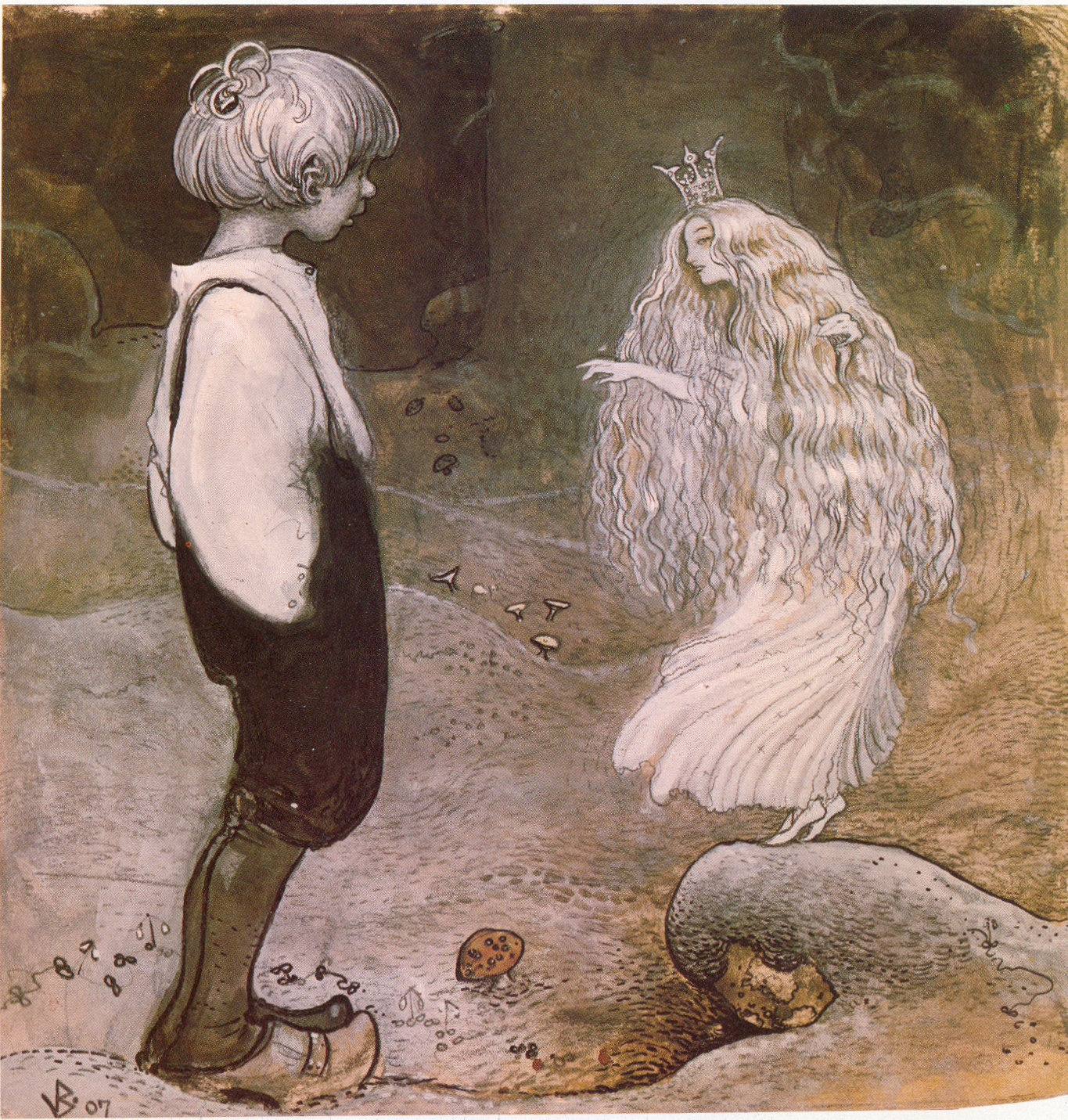
许愿的小仙女，约翰·鲍尔为阿尔弗雷德·斯梅德伯格的《七个愿望》所作的插图

愿望是对某件事情的希望或渴望，許願在許多文化中是一種生活习俗。虚构作品也會以願望作為情节手段，“获得愿望”、“许下愿望”或“实现愿望”的机遇，是民间传说不时使用的故事题材。

## 社会文化

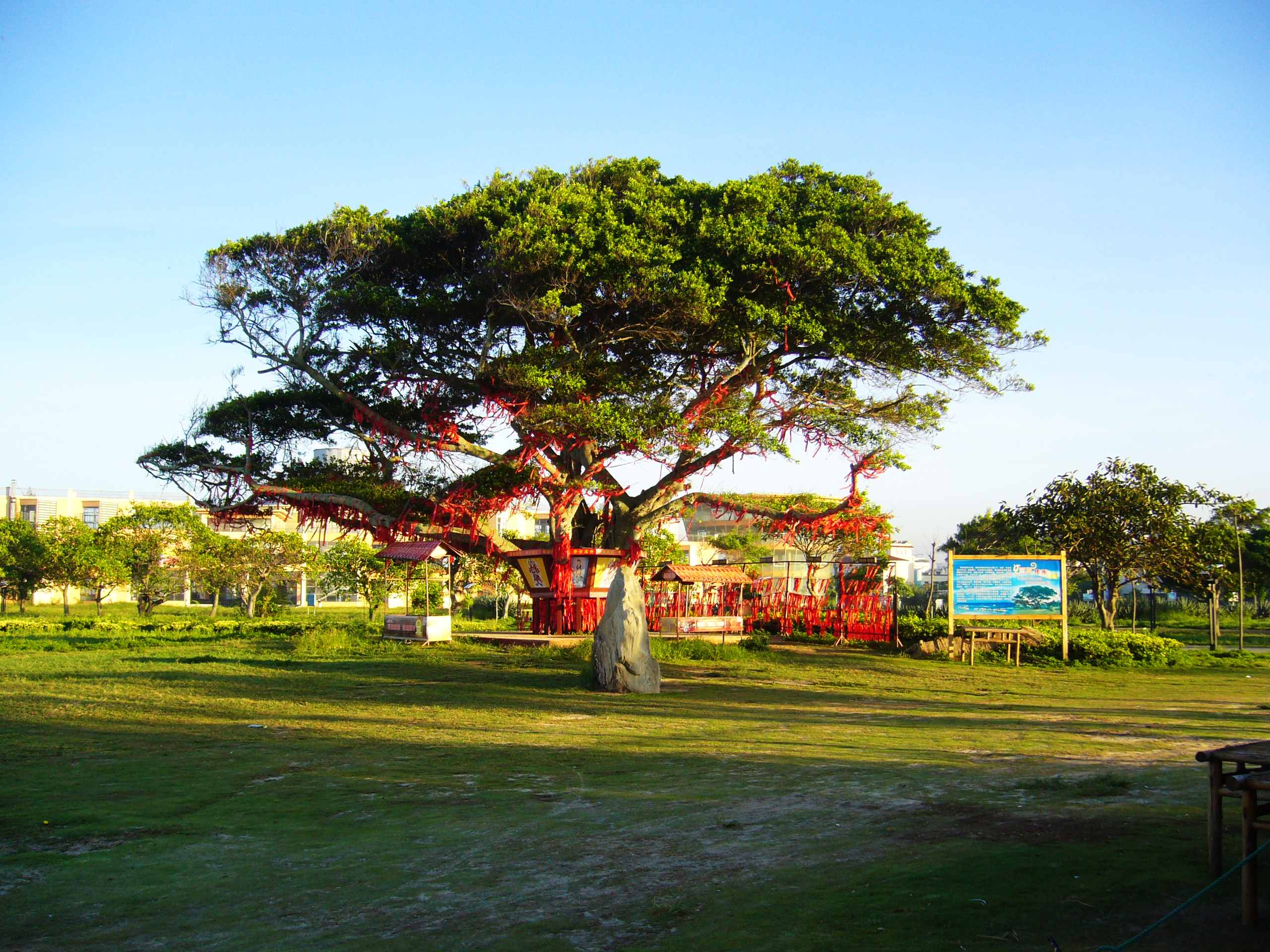
位于中国广西北海银滩海边的不远处，人们将写着愿望的红丝带绑在许愿树上

有些文化拥有许愿望的习俗，比如吹灭生日蛋糕上的蜡烛、祈祷、在夜晚看见流星、向许愿井或喷泉扔硬币、折断烤火鸡的许愿骨、吹蒲公英、在丝带或天灯上写下愿望。
许多人认为，这些愿望只有对别人保密才能实现；不过也有其他人认为，愿望只有告诉别人才能实现。

## 宗教
在基督教的罗马天主教会、信义宗和圣公会中，信徒们会通过九日敬礼来祈求他们希望得到的恩惠。
在印度教、佛教和耆那教中，人们相信如意树具有实现愿望的能力。 印度佛教的如意宝珠与西方炼金术的贤者之石相似，也被认为能够实现任何愿望。

## 虚构作品
在许多奇幻作品里面，愿望是一种超自然现象，可以满足获得者的无限索取，当愿望成为一个故事主轴，它通常是道德故事的样板，犹如英语俗谚谓“be careful what you wish for”（慎重地许下你的愿望），意指“当你希望获到某样东西，并且如愿以偿得到它，你将来可能会感到后悔，因为你没有想到它的负面后果”，这些故事提醒人们应该考虑一个行为的所有后果，并为一些意想不到的负面结果做好准备（双面刃）；它也可以是故事的楔子，往往用作故事情节的桥段。人们可以对许多事物许愿，例如：许愿井、吹蒲公英、向星星许愿等，当人们向井许愿时，会投下一枚硬币，并在心中默默许下愿望，希望它能够实现。
《一千零一夜》有关阿拉丁的故事，是虚构作品中索求愿望的典范，尽管索求愿望的情节只占有一部分；此外，阿拉丁的索求虽然离谱，但主要是增加财富，这仍然是最常见的请求。典型的愿望提供者通常是鎮尼、魔鬼或类似的超自然存在，这种存在被约束在一个平凡物品（例如阿拉丁的油灯）或封闭在带有所罗门封印的容器；通过某些操作可以释放出这个存在，物品的持有者就可以许下愿望。
这个拥有神秘力量的存在，对许愿者的顺从可以通过几种方式解释。它可能因为摆脱束缚而感激，因此提供愿望作为感谢礼物；它也可能被许愿者拥有的物品监禁或约束，而不得不服从。它可能由于某些规律，无法在没有启动者的情况下，使用其强大的力量。
其他作品中的愿望提供者，包括各种各样的无生命的物体。例如英国作家W·W·雅各布斯作品《猴掌》，讲述一只能够实现三个愿望的猴掌，但许愿者会因此付出惨痛的代价；皮尔斯·安东尼在《鲁格纳城堡》描述一个魔法戒指声称可以实现愿望，并在愿望实现时声称是它的功劳，尽管这明显是角色自身努力的结果，即用这个戒指许下的每个愿望，事实上迟早都会实现。
有些作品中被达成的愿望，似乎并没有明确的实现者。白雪公主的母亲渴望诞下“皮肤像雪一样白，嘴唇像血一样红，头发黑得像乌木窗框”的女儿，可能只是一种巧合；:243 但是在《七只乌鸦》的故事，父亲许愿把他的七个儿子变成乌鸦:136，或是《乌鸦》的母亲许愿把她的女儿变成乌鸦，在没有出现实现者的情况下却如愿实现。这类涉及某人对孩子的愿望故事，在民间故事中很常见，即使这个孩子是一只刺猬、桃金娘枝或榛果孩子。
在不同的虚构作品，可以许下愿望的数量各不相同。阿拉丁在原始故事中有无限个愿望，但在1992年迪士尼电影《阿拉丁》中被限制为三个愿望。夏尔·佩罗故事集《荒谬的愿望》中，三个愿望是最为常见，但也有其他情况以适应故事的限制。:166 一些作者会围绕“更多愿望”的主题进行变化，尽管有些人认为这是作弊。
在许多故事里面，愿望的“措辞”（wording）非常重要。例如：角色经常说“我希望我很富有”（I wish I was wealthy），这个措辞可以从字面（过去式）理解，愿望已经获得实现，使得许愿者曾经富有，但现在不再富有；如果说出“我希望变得富有”（I wish to be wealthy）更好，因为“变得”（to be）指的是现在式或将来式，这样他们将会变得富有。
某些常见的情节桥段，就是愿望提供者以极其诡异的方式理解愿望，或者以一种恶意设计的方式，造成许愿者以更大的痛苦实现愿望，例如：通过亲人密友的死亡，继承保险金来实现获得财富的请愿。某些作者也尝试以“随时生效”的方式，将在日常对话中不经意使用“希望”一词，当成许愿者许下的心愿，实现导致不愉快的后果。